# تل خاکستر
تل خاکستر مربوط به دوران پیش از تاریخ ایران باستان است و در شاهرود، شمال شهر واقع شده و این اثر در تاریخ ۲۵ خرداد ۱۳۸۱ با شمارهٔ ثبت ۵۸۴۹ به‌عنوان یکی از آثار ملی ایران به ثبت رسیده است.